# ペゾシーレン
ペゾシーレン (Pezosiren) は、新生代始新世前期 - 中期に生息していた、最初期のジュゴン目の生物である。ジュゴン目（海牛目） - プロラストムス科に属する。

## 分布
ジャマイカより化石が産出。現在のカリブ海及びその浜辺に生活していたと推定される。

## 特徴
全長約2m。既知で最古の海牛類であり、鰭と化してはいない四肢を持つ。この四肢及び仙腸関節は体重を支えることが出来、地上を歩くことができたとされる。しかし水中適応の度合いも高い事から、多くの時間を水中で過ごす、半水生の生活をしていたとされる。泳ぎ方としては、脊椎周囲の筋肉を収縮させて脊柱を波打たせ、骨盤や下肢、尾を櫓の様に使用し、泳いでいたと推定される。これは、初期のクジラ類にも見られる泳ぎ方である。